# العلاقات السويدية الفانواتية
العلاقات السويدية الفانواتية هي العلاقات الثنائية التي تجمع بين السويد وفانواتو.

## مقارنة بين البلدين
هذه مقارنة عامة ومرجعية للدولتين:
| وجه المقارنة                                              | السويد                                                                               | فانواتو                                  |
| --------------------------------------------------------- | ------------------------------------------------------------------------------------ | ---------------------------------------- |
| المساحة (كم2)                                             | 450.30 ألف                                                                           | 12.19 ألف                                |
| عدد السكان (نسمة)                                         | 10.16 مليون                                                                          | 276.24 ألف                               |
| الكثافة السكانية (ن./كم²)                                 | 22.56                                                                                | 22.66                                    |
| العاصمة                                                   | ستوكهولم                                                                             | بورت فيلا                                |
| اللغة الرسمية                                             | اللغة السويدية، لغات السامي، اللغة الفنلندية، منكيلي، اللغة الرومنية، اللغة اليديشية | اللغة البسلاما، لغة فرنسية، لغة إنجليزية |
| العملة                                                    | كرونة سويدية                                                                         | فاتو فانواتي                             |
| الناتج المحلي الإجمالي (بليون دولار)                      | 538.04 مليار                                                                         | 862.88 مليون                             |
| الناتج المحلي الإجمالي (تعادل القوة الشرائية) بليون دولار | 469.01 مليار                                                                         | 790.76 مليون                             |
| الناتج المحلي الإجمالي الاسمي للفرد دولار أمريكي          | 50.58 ألف                                                                            | 2.81 ألف                                 |
| الناتج المحلي الإجمالي للفرد دولار أمريكي                 | 45.30 ألف                                                                            | 3.03 ألف                                 |
| مؤشر التنمية البشرية                                      | 0.907                                                                                | 0.594                                    |
| رمز المكالمات الدولي                                      | +46                                                                                  | +678                                     |
| رمز الإنترنت                                              | .se                                                                                  | .vu                                      |
| المنطقة الزمنية                                           | توقيت وسط أوروبا، ت ع م+01:00، ت ع م+02:00، أوروبا/ستوكهولم ‏                         | ت ع م+11:00                              |

## منظمات دولية مشتركة
يشترك البلدان في عضوية مجموعة من المنظمات الدولية، منها:
| علم المنظمة | اسم المنظمة                        | تاريخ انضمام السويد | تاريخ انضمام فانواتو |
| ----------- | ---------------------------------- | ------------------- | -------------------- |
|             | يونسكو                             | 23 يناير 1950       | 10 فبراير 1994       |
|             | مؤسسة التمويل الدولية              | 20 يوليو 1956       | 28 سبتمبر 1981       |
|             | بنك التنمية الآسيوي                | 1966                | 1981                 |
|             | منظمة حظر الأسلحة الكيميائية       | ?                   | ?                    |
|             | مؤسسة التنمية الدولية              | 24 سبتمبر 1960      | 28 سبتمبر 1981       |
|             | منظمة التجارة العالمية             | 1995                | ?                    |
|             | وكالة ضمان الاستثمار متعدد الأطراف | 12 أبريل 1988       | 27 يوليو 1988        |
|             | الاتحاد البريدي العالمي            | ?                   | ?                    |
|             | الاتحاد الدولي للاتصالات           | 1866                | 30 مارس 1988         |
|             | الأمم المتحدة                      | 19 نوفمبر 1946      | 15 سبتمبر 1981       |
|             | البنك الدولي للإنشاء والتعمير      | 31 أغسطس 1951       | 28 سبتمبر 1981       |
|             | المنظمة الهيدروغرافية الدولية      | ?                   | ?                    |

## وصلات خارجية
- موقع وزارة الخارجية السويدية